# Джумейра Бич Резиденс
Джумейра Бич Резиденс (араб. مساكن شاطئ جميرا‎, англ. Jumeirah Beach Residence, также известен как JBR) — микрорайон (жилой массив), расположенный на побережье Персидского залива в районе Дубай Марина в Дубае, Объединённые Арабские Эмираты.
Жилой массив растянут в длину на 1,7 км вдоль побережья залива и занимает площадь 2 км². Включает 40 зданий высотой от 17 до 49 этажей (было построено 35 многоквартирных жилых домов и 5 отелей). В зданиях массива расположено 6917 квартир различной площади и планировки (от студий площадью менее 70 м² до пентхаусов площадью более 500 м²). В квартирах и отелях JBR может проживать до 15 тысяч человек.

## История
JBR как девелоперский проект был анонсирован застройщиком Dubai Properties Group в 2002 году — фактически раньше, чем окружающий его район Дубай Марина. В 2004 году начато строительство. К 2007 году были возведены все 40 зданий комплекса. Примечательно, что все здания были завершены практически одновременно, и весь жилой массив был сдан единовременно. Полностью проект был завершен в 2010 году.

## Структура
Жилой массив состоит из 6 кварталов (перечислены с запада на восток), название каждого из которых символизирует элемент морского побережья:
- Шамс (араб. الشمس‎ — солнце)
- Амва́дж (араб. أمواج‎ — волна)
- Рима́л (араб. رمل‎ — песок)
- Баха́р (араб. بحر‎ — море)
- Сада́ф (араб. صدفة‎ — морская раковина)
- Мурджа́н (араб. مرجانية‎ — коралловый риф)

Каждый квартал включает в себя 5-6 зданий, объединенных общим стилобатом (подиумом), внутри которого расположена парковка, а на поверхности — двор.

## Транспортное сообщение
Микрорайон отличается хорошей транспортной доступностью. Имеется 2 выезда на платную скоростную магистраль Дубая — дорогу им. Шейха Зайда. В пешей доступности находятся две расположенные в районе Дубай Марина станции дубайского метрополитена: «DAMAC Properties» и «Jumeirah Lake Towers». C 2014 года до станций метро можно доехать на трамвае: в непосредственной близости от жилого массива построены 2 трамвайные остановки («Джумейра Бич Резиденс — Станция 1» и «Джумейра Бич Резиденс — Станция 2»).